# 必殺仕掛人 (映画)
『必殺仕掛人』（ひっさつしかけにん）は、1973年6月9日に公開された日本の時代劇映画。製作は松竹(松竹大船)で、テレビシリーズ『必殺仕掛人』の終了後に公開された。
本項では第2作『必殺仕掛人 梅安蟻地獄』と第3作『必殺仕掛人 春雪仕掛針』も併せて説明する。

## 概要
テレビシリーズの人気を受けて制作され、映画も成功して第3作まで製作された。オリジナルエピソードが多かったテレビ版に対し、映画シリーズでは原作小説を元にしているが、アレンジも行われている（各節の説明を参照）。
テレビ版のイメージを受け継ぎ、音羽屋半右衛門は山村聡が一貫して演じた。オープニングナレーションは山村聡が担当し、口上はテレビ版とほぼ同じだが、『必殺仕掛人 梅安蟻地獄』と『必殺仕掛人 春雪仕掛針』では「人知れず」の部分が省略されている。岬の千蔵も津坂匡章が演じているが、第3作には登場しない。
一方、主役キャストは変更されており、第1作では藤枝梅安を田宮二郎が、西村左内を高橋幸治が演じ、テレビ版とは異なる。また、左内の息子は大介に変更されており、妻の美代ともどもキャストがテレビ版から変更されている。
第2作では梅安は緒形拳に変更されたが、林与一は左内ではなく小杉十五郎を演じており、このコンビで第3作も製作された（左内についての言及はない）。
監督は第2作までが渡邊祐介、第3作が貞永方久である。
音楽は鏑木創が担当したが、主題曲は3作を通して平尾昌晃によるテレビ版のオープニング曲をアレンジしたものが使われた。第3作のみ、同じく平尾が作曲した「必殺!」のアレンジ曲も使われた。
| キャスト・監督 | 第1作      | 第2作      | 第3作      |
| -------------- | ---------- | ---------- | ---------- |
| 藤枝梅安       | 田宮二郎   | 緒形拳     | 緒形拳     |
| 西村佐内       | 高橋幸治   | -          | -          |
| 小杉十五郎     | -          | 林与一     | 林与一     |
| 岬の千蔵       | 津坂匡章   | 津坂匡章   | -          |
| おもん         | ひろみどり | ひろみどり | ひろみどり |
| 監督           | 渡邊祐介   | 渡邊祐介   | 貞永方久   |

## 必殺仕掛人
1973年6月9日公開。
テレビシリーズの大人気を受けて制作された、劇場版第1作。各種設定は、テレビシリーズを元にしている。注目点は主人公2人、梅安と左内のキャストが変更されていることで、梅安は田宮二郎、左内を高橋幸治が演じている。半右衛門はテレビと同じく、 山村聡が演じた。また、テレビのキャストにはなかった、梅安の妾おもんも登場。後述の次作ともに、ひろみどりが演じた。
原作「おんなごろし」と短編「梅雨の湯豆腐」をミックスしたストーリー。なお、梅安が結果的に手に掛けることになる実の妹の吉について、原作、テレビとは異なり、梅安が自分の妹だと最後まではっきり悟らないといったアレンジがなされている。
一部キャストは、テレビ版第1話ないし最終話に重要な役で登場した人物が起用されている（三津田健が最終話、浜田寅彦が第1話と最終話、室田日出男が第1話）。

### キャスト
- 藤枝梅安 - 田宮二郎

- 西村左内 - 高橋幸治

- 岬の千蔵 - 津坂匡章
- 御座松の孫八 - 川地民夫

- お吉 - 野際陽子
- 為吉 - 森次晃嗣

- 峯山又十郎 - 室田日出男
- お照 - 川崎あかね

- 銭湯の職人 - 谷村昌彦
- 徳次郎 - 浜田寅彦
- 聖天の大五郎 - 三津田健

- お美代 - 岩崎和子
- おもん - ひろみどり
- お雪 - 秋谷陽子

- 辻屋文吉 - 穂積隆信
- 芝の治兵衛 - 金井大
- 下駄屋の金蔵 - 青山宏
- 三の松の平十 - 河村憲一郎

- 音羽屋半右衛門 - 山村聡

### スタッフ
- 監督 - 渡辺祐介
- 脚本 - 渡辺祐介、安倍徹郎
- 原作 - 池波正太郎
- 製作 - 織田明
- 撮影 - 小杉正雄
- 美術 - 森田郷平
- 音楽 - 鏑木創
- 主題曲 - 平尾昌晃
- 録音 - 中村寛
- 照明 - 佐久間丈彦
- 編集 - 寺田昭光
- 助監督 - 白木慶二
- スチール - 長谷川宗平

## 必殺仕掛人 梅安蟻地獄
1973年9月29日公開。
第1作の好評を受けて制作された劇場版第2作で、原作「梅安蟻地獄」の映画化。観客の要望により、メインキャスト2人がテレビの緒形拳、林与一に変更された。原作「梅安」で活躍した浪人剣士、小杉十五郎が映像作品 初登場。そのため、西村左内は登場せず、林が十五郎を演じている。
仇役の佐藤慶と小池朝雄が、狡猾な商人・伊豆屋長兵衛とその弟の山崎宗伯をそれぞれ演じた。

### キャスト（第2作）
- 藤枝梅安 - 緒形拳

- 小杉十五郎 - 林与一

- 岬の千蔵 - 津坂匡章
- おりん - 松尾嘉代

- 伊豆屋長兵衛 - 佐藤慶
- 山崎宗伯 - 小池朝雄

- おみつ - 岩崎和子
- お仲 - 津田京子
- おもん - ひろみどり
- おきん - 野村昭子
- 陣場 - 遠藤征慈

- 山田 - 沼田曜一
- 豊五郎 - 城所英夫
- 山根主膳 - 生井健夫
- 丹羽 - 片岡五郎
- 稲葉丹後 - 穂高稔
- 趣後屋平左衛門 - 明石潮

- 浪人・野田 - 内田勝正
- 備前屋庄右衛門 - 湊俊一

- 富五郎 - 中田耕二
- おとよ - 志賀真津子
- お里 - 村上記代

- 音羽屋半右衛門 - 山村聡

### スタッフ（第2作）
- 監督 - 渡辺祐介
- 脚本 - 宮川一郎、渡辺祐介
- 原作 - 池波正太郎
- 製作 - 織田明
- 撮影 - 小杉正雄
- 美術 - 森田郷平
- 音楽 - 鏑木創
- 主題曲 - 平尾昌晃
- 録音 - 中村寛
- 照明 - 佐久間丈彦
- 編集 - 寺田昭光
- 助監督 - 白木慶二
- スチール - 小尾健彦

## 必殺仕掛人 春雪仕掛針
1974年2月16日公開。
仇役に岩下志麻を迎えて制作された、劇場版第3作にして最終作。原作にある「春雪仕掛針」の名を冠しているが、原作の内容とはまったく違うオリジナルストーリーである。第2作『梅安蟻地獄』に続き、梅安=緒形、十五郎=林、半右衛門=山村のキャスティング。梅安が妹殺しを自覚していた点が、1作目と異なっている。
同じ池波正太郎原作の小説「鬼平犯科帳」の登場人物の千代(「女賊」)、喜之助(「老盗の夢」ほか)が登場し、岩下志麻が千代を、佐々木孝丸が喜之助を演じている。

### 配役
- 小杉十五郎 - 林与一
- 藤枝梅安 - 緒形拳
- 千代 - 岩下志麻
- 勝四郎 - 夏八木勲
- 定六 - 地井武男
- 音二 - 高橋長英
- 小兵衛 - 花澤徳衛
- 三上 - 竜崎勝
- もん - ひろみどり
- 幸太郎 - 村井国夫
- 太吉 - 黒木進
- 留造 - 藤森達雄
- 喜之助 - 佐々木孝丸
- 高畑喜三
- 相川圭子
- 松本敏男
- 江戸川マリ
- 吉野あい
- 山本幸栄
- 荒砂ゆき
- 小森英明
- 城戸卓
- 原靖司
- 椿淳司
- 長谷川英敏
- 木村賢治
- 中川秀人
- 村上記代
- 大杉侃二朗
- 颯和志
- 川島照満
- 和田文雄
- 土紀養児
- 高木信夫
- 松原直
- 後藤泰子
- 秩父晴子
- 戸川美子
- 協力 - どりいみい7
- 半右衛門 - 山村聡

### スタッフ
- 松竹映画
- 製作 - 織田明
- 原作 - 池波正太郎
- 脚本 - 安倍徹郎
- 撮影 - 丸山恵司
- 美術 - 梅田千代夫
- 音楽 - 鏑木創
- 主題曲 - 平尾昌晃
- 録音 - 平松時夫
- 調音 - 松本隆司
- 照明 - 三浦礼
- 編集 - 太田和夫
- 監督助手 - 熊谷勲
- 装置 - 川添善治
- 装飾 - 印南昇
- 進行 - 玉生久宗
- 擬斗 - 湯浅謙太郎
- かつら - 八木かつら店
- 衣装 - 松竹衣装
- 現像 - 東京現像所
- 製作主任 - 内藤誠
- 監督 - 貞永方久

### ソフトウエア
松竹からDVDが発売・販売されている。